# Светлов, Николай Петрович
Никола́й Петро́вич Светлов (16 ноября 1908, Санкт-Петербург — 21 января 1982, Ленинград) — советский футболист, нападающий.

## Биография
В 1936—1937 годах играл за «Динамо» Ленинград, провёл 24 матча в чемпионате СССР, забил один гол — в ворота московского «Динамо». В Кубке СССР в девяти матчах забил три мяча.
Участник Великой Отечественной войны, был ранен.